# 와타나베 미쓰키
와타나베 미쓰키(일본어: 渡邉 三城, 1987년 9월 6일 ~ )는 일본의 전 축구 선수이다.

## 구단 경력
과거 YSCC 요코하마에서 활동하였다.